# 羅浮宮百貨公司

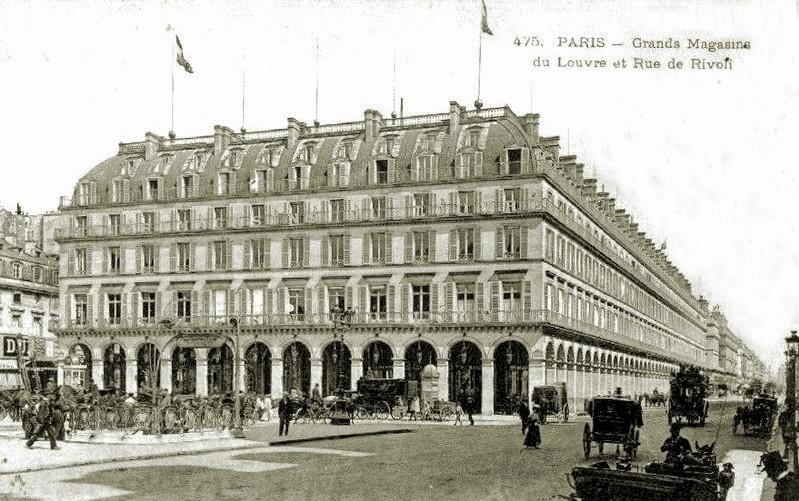
Photograph of the Grands Magasins du Louvre

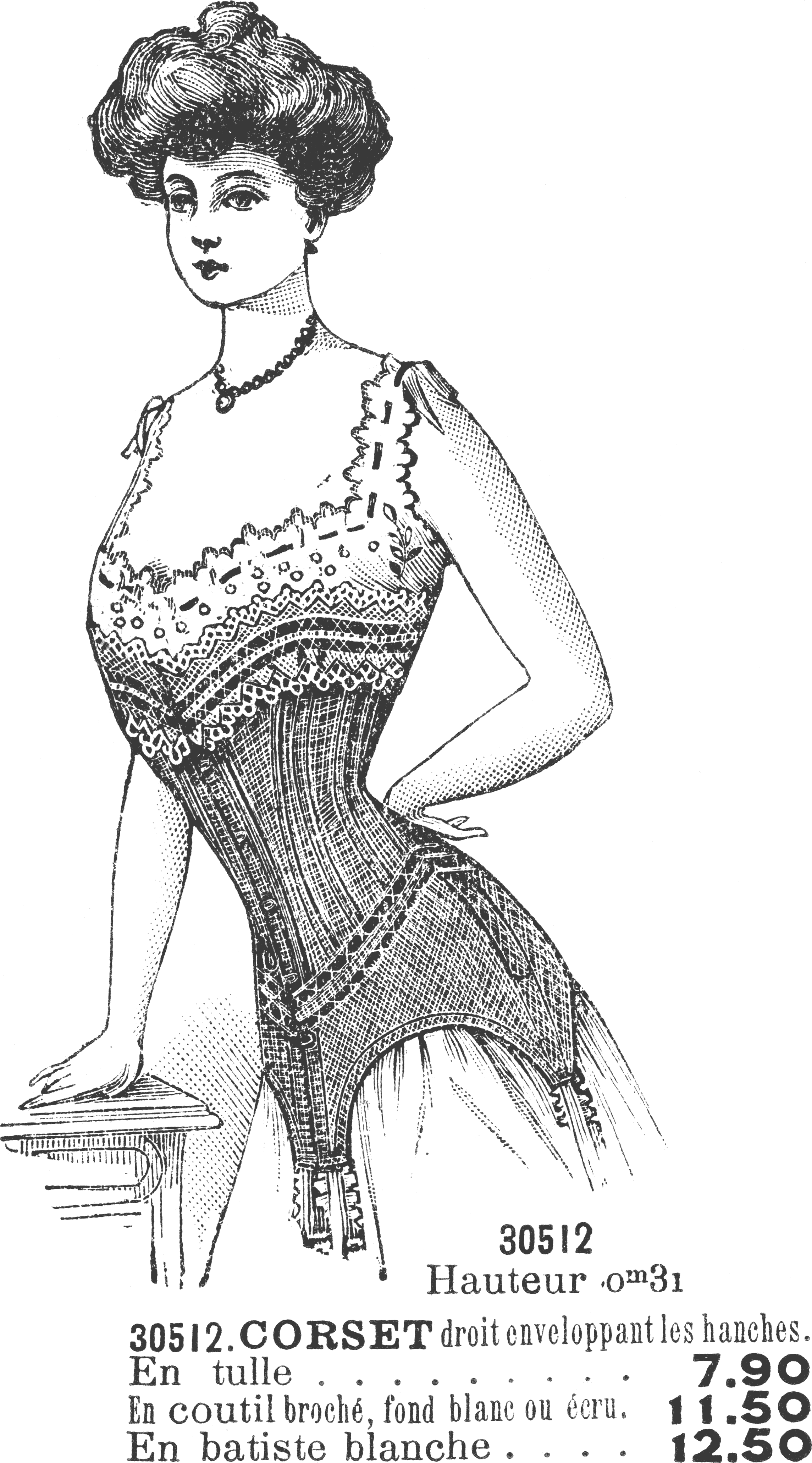
An advertisement for a corset from a 1908 catalog of ladies' summer fashions.

羅浮宮百貨公司（Grands Magasins du Louvre），是法國巴黎的一個的百貨公司，位於第一區。羅浮宮百貨公司在1855年開幕，1974年關閉，是巴黎最早的百貨公司之一。